# マリウス・シュムディカ
マリウス・シュムディカ（ルーマニア語: Marius Ninel Șumudică, 1971年3月4日 - ）は、ルーマニア・ブカレスト出身のサッカー指導者、元サッカー選手。

## 来歴
選手時代はルーマニアのラピド・ブカレストやポルトガルのマリティモなどに所属し、ラピド・ブカレスト所属時にリーグ優勝1回、カップ優勝2回を記録した。2015年、選手時代の末期にギャンブルに依存していたことを告白した。選手引退後は指導者の道に進んだ。
2015年4月28日、辞任したドリネル・ムンテアヌに代わって、アストラ・ジュルジュの監督に就任した。2016年5月1日、残り2試合で首位アストラと勝ち点差6の2位だったステアウア・ブカレストがパンドゥリイ・トゥルグ・ジウと引き分けたことにより、アストラはシュムディカ監督の下でクラブ史上初となるリーグ優勝を飾った。アストラは同年7月16日に行われたスーペルクパ・ロムニエイでCFRクルジュに勝利してクラブ通算4個目の主要タイトルを獲得したが、シュムディカは2015-16シーズンの不適切な行為によりベンチ入りを認められず、スタンド観戦となった。同年9月26日、アストラの本拠地であるジュルジュから名誉市民の称号が贈られた。
2017年6月、カイセリスポルの監督に就任した。

## 監督成績
2021年1月10日現在
| クラブ                       | 就任           | 退任           | 記録 | 記録 | 記録 | 記録 | 記録   |
| クラブ                       | 就任           | 退任           | 試   | 勝   | 分   | 敗   | 勝率   |
| ---------------------------- | -------------- | -------------- | ---- | ---- | ---- | ---- | ------ |
| グロリア・ビストリツァ       | 2010年1月4日   | 2010年5月31日  | 17   | 8    | 3    | 6    | 047.06 |
| ラピド・ブカレスト           | 2010年6月10日  | 2011年4月28日  | 32   | 14   | 10   | 8    | 043.75 |
| カヴァラ                     | 2011年7月15日  | 2011年8月10日  | 0    | 0    | 0    | 0    | —      |
| アストラ・ジュルジュ         | 2011年8月11日  | 2011年10月31日 | 12   | 6    | 4    | 2    | 050.00 |
| ブラショヴ                   | 2011年11月2日  | 2012年4月16日  | 14   | 5    | 2    | 7    | 035.71 |
| ヴァスルイ                   | 2012年7月11日  | 2012年9月24日  | 13   | 4    | 5    | 4    | 030.77 |
| ウニヴェルシタテア・クルジュ | 2012年11月9日  | 2012年11月15日 | 1    | 0    | 0    | 1    | 000.00 |
| アル・シャアブ・シャールジャ | 2012年12月27日 | 2013年12月31日 | 25   | 7    | 3    | 15   | 028.00 |
| コンコルディア・キアジナ     | 2014年3月13日  | 2015年4月6日   | 38   | 8    | 15   | 15   | 021.05 |
| アストラ・ジュルジュ         | 2015年4月28日  | 2017年6月8日   | 110  | 55   | 25   | 30   | 050.00 |
| カイセリスポル               | 2017年7月3日   | 2018年5月15日  | 39   | 18   | 9    | 12   | 046.15 |
| アル・シャバブ・リヤド       | 2018年6月14日  | 2019年6月13日  | 32   | 16   | 9    | 7    | 050.00 |
| ガズィアンテプBB             | 2019年6月14日  | 2021年1月10日  | 53   | 21   | 19   | 13   | 039.62 |
| 合計                         | 合計           | 合計           | 386  | 162  | 104  | 120  | 041.97 |

## タイトル

### 選手時代
ラピド・ブカレスト
- リーガ1：1回
  - 1998-99
- クパ・ロムニエイ：2回
  - 1997-98, 2001-02

### 指導者時代
アストラ・ジュルジュ
- リーガ1：1回
  - 2015-16